# Greg Malone (hockey sur glace)
Pour les articles homonymes, voir Malone.
William Gregory Malone (né le 8 mars 1956 à Chatham au Nouveau-Brunswick au Canada) est un ancien centre professionnel de hockey sur glace. 

## Carrière

### Carrière de joueur
Malone était une vedette à Fredericton dans le Nouveau-Brunswick avant de faire ses débuts dans l'Association de hockey de l'Ontario – aujourd'hui Ligue de hockey de l'Ontario – avec les Generals d'Oshawa en 1973-74. Après une première saison moyenne et deux saisons à plus de 30 buts, il participe en 1976 aux repêchages des ligues majeures d'Amérique du Nord (la Ligue nationale de hockey et l'Association mondiale de hockey). Il a alors été pendant un an le capitaine de l'équipe des Generals.
Il est choisi au cours du repêchage de l'AMH en tant que 76e choix (septième ronde) par les Racers d'Indianapolis et au repêchage de la LNH en seconde ronde et 19e choix par les Penguins de Pittsburgh. C'est avec ces derniers qu'il fait ses débuts en saison 1976-1977 et il y restera jusqu'en 1984, année où il rejoint les Whalers de Hartford pour trois saisons en retour d'un choix de repêchage. Lors de sa première saison avec les Penguins, il reçoit le trophée interne de l'équipe en tant que meilleure recrue : le trophée Michel Brière. Au cours de son séjour avec les Penguins, il va également être le meilleur joueur selon ses coéquipiers en 1978-1979 avec le plus haut total de points cette saison (65 points). Il est également à plusieurs reprises le meilleur passeur de l'équipe : en 1977-1978, 1979-1980 et 1982-1983.
Avec les Whalers, il reçoit la première année, en 1983-1984, le prix du joueur le plus utile de l'équipe sans être pour autant mis en avant par un trophée – Hartford Keyes Award (Unsung Hero). Le 12 février 1984, il inscrit lors de la même partie cinq points contre les Oilers d'Edmonton. Par la suite, il rejoint les Nordiques de Québec en échange de Wayne Babych mais il ne se fera jamais à sa nouvelle équipe. Après un passage chez l'Express de Fredericton dans la Ligue américaine de hockey en 1986 et une dernière saison avec les Nordiques, il met fin à sa carrière de joueur.

### Après carrière
Après sa carrière de joueur, Malone essaie de se recycler en tant que vendeur sans grand succès. L'année suivante, Tony Esposito devient le nouveau directeur général des Penguins et il recrute Malone un an après sa carrière en tant que recruteur pour la région de l'Ontario. Il garde son poste un an avant de devenir responsable de tous les recruteurs de la franchise. Il va rester dans l'organisation des Penguins pendant 16 saisons dont les deux saisons où l'équipe remporte la Coupe Stanley, en 1990-1991 et 1991-1992.
En 2000, il est admis au temple de la renommée du Nouveau-Brunswick pour sa carrière dans la LNH et dans le hockey local. En juillet 2007, il rejoint les Coyotes de Phoenix en tant que recruteur de l'équipe puis en juillet 2008, il rejoint le Lightning de Tampa Bay où son fils est transféré une semaine plus tard.

## Parenté dans le sport
Il est le père du joueur professionnel Ryan Malone, le frère de Jim Malone et l'oncle de Bradley Malone.

## Statistiques
| Saison     | Équipe                 | Ligue      |     | Saison régulière | Saison régulière | Saison régulière | Saison régulière | Saison régulière |   | Séries éliminatoires | Séries éliminatoires | Séries éliminatoires | Séries éliminatoires | Séries éliminatoires |
| Saison     | Équipe                 | Ligue      | PJ  | B                | A                | Pts              | Pun              | PJ               | B | A                    | Pts                  | Pun                  |                      |                      |
| 1973-1974  | Generals d'Oshawa      | AHO        | 62  | 11               | 45               | 56               | 63               |                  |   |                      |                      |                      |                      |                      |
| 1974-1975  | Generals d'Oshawa      | OHA        | 68  | 37               | 41               | 78               | 86               |                  |   |                      |                      |                      |                      |                      |
| 1975-1976  | Generals d'Oshawa      | OHA        | 61  | 36               | 36               | 72               | 75               |                  |   |                      |                      |                      |                      |                      |
| 1976-1977  | Penguins de Pittsburgh | LNH        | 66  | 18               | 19               | 37               | 43               | 3                | 1 | 1                    | 2                    | 2                    |                      |                      |
| 1977-1978  | Penguins de Pittsburgh | LNH        | 78  | 18               | 43               | 61               | 80               |                  |   |                      |                      |                      |                      |                      |
| 1978-1979  | Penguins de Pittsburgh | LNH        | 80  | 35               | 30               | 65               | 52               | 7                | 0 | 1                    | 1                    | 10                   |                      |                      |
| 1979-1980  | Penguins de Pittsburgh | LNH        | 51  | 19               | 32               | 51               | 46               |                  |   |                      |                      |                      |                      |                      |
| 1980-1981  | Penguins de Pittsburgh | LNH        | 62  | 21               | 29               | 50               | 68               | 5                | 2 | 3                    | 5                    | 16                   |                      |                      |
| 1981-1982  | Penguins de Pittsburgh | LNH        | 78  | 15               | 24               | 39               | 125              | 3                | 0 | 0                    | 0                    | 4                    |                      |                      |
| 1982-1983  | Penguins de Pittsburgh | LNH        | 80  | 17               | 44               | 61               | 82               |                  |   |                      |                      |                      |                      |                      |
| 1983-1984  | Whalers de Hartford    | LNH        | 78  | 17               | 37               | 54               | 56               |                  |   |                      |                      |                      |                      |                      |
| 1984-1985  | Whalers de Hartford    | LNH        | 76  | 22               | 39               | 61               | 67               |                  |   |                      |                      |                      |                      |                      |
| 1985-1986  | Whalers de Hartford    | LNH        | 22  | 6                | 7                | 13               | 24               |                  |   |                      |                      |                      |                      |                      |
| 1985-1986  | Nordiques de Québec    | LNH        | 27  | 3                | 5                | 8                | 18               | 1                | 0 | 0                    | 0                    | 0                    |                      |                      |
| 1986-1987  | Express de Fredericton | LAH        | 49  | 13               | 22               | 35               | 50               |                  |   |                      |                      |                      |                      |                      |
| 1986-1987  | Nordiques de Québec    | LNH        | 6   | 0                | 1                | 1                | 0                | 1                | 0 | 0                    | 0                    | 0                    |                      |                      |
| Totaux LNH | Totaux LNH             | Totaux LNH | 704 | 191              | 310              | 501              | 661              | 20               | 3 | 5                    | 8                    | 32                   |                      |                      |